# Carlos Basabe
Carlos Basabe Tovar, conocido en el mundo del fútbol como Basabe, fue un futbolista profesional que jugó en varios equipos de la Primera división española en las décadas de 1940 y 1950.
Llegó a disputar 103 partidos y a marcar 31 goles en la máxima categoría del fútbol español a lo largo de 8 temporadas.

## Biografía
Nació en 1924 en Deusto, actualmente barrio de Bilbao y por aquel entonces todavía municipio independiente. 
Llegó al Atlético de Madrid en 1946 con 22 años de edad. Tras permanecer una primera temporada inédito, debuta en la Primera división española el 21 de septiembre de 1947. En sus tres temporadas jugó 21 partidos y marcó 2 goles. 
En 1949 la Real Sociedad, en un plan para consolidarse en la Primera División inicia una operación retorno en la que se dedica a fichar a jugadores vascos que militaban en equipos de otras regiones. Basabe es uno de los refuerzos que adquiere el club. En su primera temporada es titular, juega 20 partidos en Primera división y marca 6 goles. Sin embargo su rendimiento caería en las dos temporadas siguientes. En total jugó 35 partidos con la Real (30 en liga) y marcó 11 goles.
En 1952 ficha por el Real Oviedo, recién ascendido, donde alcanzará su madurez como futbolista. Con los ovetenses juega dos temporadas como delantero titular, 51 partidos de Liga y 17 goles. Sin embargo, en la temporada 1953-54 el equipo pierde la categoría y desciende a Segunda División.

## Clubes
| Club               | País   | Año       |
| ------------------ | ------ | --------- |
| Atlético de Madrid | España | 1946-1949 |
| Real Sociedad      | España | 1949-1952 |
| Real Oviedo        | España | 1952-1954 |